# دومینیک راینرت
دومینیک راینرت (انگلیسی: Dominik Reinert؛ زادهٔ ۱۳ اکتبر ۱۹۹۱) بازیکن فوتبال اهل آلمان است.
از باشگاه‌هایی که در آن بازی کرده‌است می‌توان به باشگاه فوتبال دویسبورگ اشاره کرد.